# Darur, Athni
Darur là một làng thuộc tehsil Athni, huyện Belgaum, bang Karnataka, Ấn Độ.